# Nordische Junioren-Skiweltmeisterschaften 2016
Die 39. Nordischen Junioren-Skiweltmeisterschaften und die in diesem Rahmen ausgetragenen 11. U-23-Langlauf-Weltmeisterschaften fanden vom 22. Februar bis zum 26. Februar 2016 in Râșnov statt. Die Wettbewerbe im Skispringen und in der Nordischen Kombination wurden auf der Trambulina Valea Cărbunării (K100) ausgetragen.

## Medaillenspiegel

### Medaillenspiegel U23
| Platz  | Land        |   |   |   |    |
| ------ | ----------- | - | - | - | -- |
| 1      | Schweden    | 2 | 1 | 1 | 4  |
| 2      | Frankreich  | 1 | 1 | 2 | 4  |
| 3      | Russland    | 1 | 1 | 1 | 3  |
| 4      | Deutschland | 1 | 1 | 0 | 2  |
| 5      | Norwegen    | 1 | 0 | 1 | 2  |
| 6      | Schweiz     | 0 | 1 | 0 | 1  |
| 6      | Slowenien   | 0 | 1 | 0 | 1  |
| 8      | Tschechien  | 0 | 0 | 1 | 1  |
| Gesamt | Gesamt      | 6 | 6 | 6 | 18 |

### Medaillenspiegel Junioren
| Platz  | Land        |    |    |    |    |
| ------ | ----------- | -- | -- | -- | -- |
| 1      | Norwegen    | 5  | 5  | 1  | 11 |
| 2      | Österreich  | 3  | 1  | 0  | 4  |
| 3      | Deutschland | 2  | 5  | 3  | 10 |
| 4      | Schweden    | 2  | 0  | 1  | 3  |
| 5      | Russland    | 1  | 1  | 3  | 5  |
| 6      | Slowenien   | 1  | 1  | 0  | 2  |
| 7      | Tschechien  | 1  | 0  | 0  | 1  |
| 8      | Südkorea    | 0  | 2  | 0  | 2  |
| 9      | Finnland    | 0  | 0  | 2  | 2  |
| 9      | Japan       | 0  | 0  | 2  | 2  |
| 11     | Italien     | 0  | 0  | 1  | 1  |
| 11     | Frankreich  | 0  | 0  | 1  | 1  |
| 11     | Estland     | 0  | 0  | 1  | 1  |
| Gesamt | Gesamt      | 15 | 15 | 15 | 45 |

## Skilanglauf U23 Männer

### Sprint Freistil
| Platz | Sportler         | Land       |
| ----- | ---------------- | ---------- |
| 1     | Lucas Chanavat   | Frankreich |
| 2     | Karl-Johan Dyvik | Schweden   |
| 3     | Jean Tiberghien  | Frankreich |
| 4     | Oskar Svensson   | Schweden   |
| 5     | Richard Jouve    | Frankreich |
| 6     | Roman Schaad     | Schweiz    |

Datum: 22. Februar 2016
Weitere Teilnehmer aus deutschsprachigen Ländern:

 Marius Cebulla: 14. Platz

 Livio Bieler: 22. Platz

 Tobias Habenicht: 36. Platz

 Johannes Fabian Kattnig: 38. Platz

 Martin Vögeli: 47. Platz

### 15 km klassisch
| Platz | Sportler              | Land       | Zeit        |
| ----- | --------------------- | ---------- | ----------- |
| 1     | Jens Burman           | Schweden   | 40:02,0 min |
| 2     | Alexei Tscherwotkin   | Russland   | 40:28,8 min |
| 3     | Mikael Gunnulfsen     | Norwegen   | 40:38,6 min |
| 4     | Clément Parisse       | Frankreich | 40:58,2 min |
| 5     | Dmitri Rostowzew      | Russland   | 41:02,9 min |
| 6     | Eirik Sverdrup Augdal | Norwegen   | 41:45,6 min |
| 7     | Richard Jouve         | Frankreich | 41:50,5 min |
| 8     | Simen Hegstad Krüger  | Norwegen   | 41:54,5 min |
| 9     | Lauri Vuorinen        | Finnland   | 42:00,5 min |
| 10    | Johan Hoel            | Norwegen   | 42:01,8 min |

Datum: 23. Februar 2016
Weitere Teilnehmer aus deutschsprachigen Ländern:

 Jason Rüesch: 12. Platz

 Daniel Herzog: 16. Platz

 Giacomo Bassetti: 18. Platz

 Livio Bieler: 22. Platz

 Marius Cebulla: 40. Platz

 Johannes Fabian Kattnig: 43. Platz

 Martin Vögeli: 58. Platz

 Tobias Habenicht: 61. Platz

### 15 km Freistil
| Platz | Sportler              | Land       | Zeit        |
| ----- | --------------------- | ---------- | ----------- |
| 1     | Simen Hegstad Krüger  | Norwegen   | 31:13,3 min |
| 2     | Clément Parisse       | Frankreich | 31:26,6 min |
| 3     | Alexandre Pouyé       | Frankreich | 31:46,1 min |
| 4     | Sebastiano Pellegrin  | Italien    | 31:51,9 min |
| 5     | Alexei Tscherwotkin   | Russland   | 31:54,9 min |
| 6     | Roman Tarassow        | Russland   | 31:56,1 min |
| 7     | Linard Kindschi       | Schweiz    | 32:04,7 min |
| 8     | Dmitri Rostowzew      | Russland   | 32:07,5 min |
| 9     | Jason Rüesch          | Schweiz    | 32:21,5 min |
| 10    | Eirik Sverdrup Augdal | Norwegen   | 32:23,1 min |

Datum: 25. Februar 2016
Weitere Teilnehmer aus deutschsprachigen Ländern:

 Daniel Herzog: 14. Platz

 Roman Schaad: 24. Platz

 Fabio Lechner: 25. Platz

 Martin Vögeli: 46. Platz

 Tobias Habenicht: 49. Platz

 Johannes Fabian Kattnig: 57. Platz

## Skilanglauf U23 Frauen

### Sprint Freistil
| Platz | Sportler         | Land        |
| ----- | ---------------- | ----------- |
| 1     | Jonna Sundling   | Schweden    |
| 2     | Nadine Fähndrich | Schweiz     |
| 3     | Maja Dahlqvist   | Schweden    |
| 4     | Laura Gimmler    | Deutschland |
| 5     | Anne Winkler     | Deutschland |
| 6     | Nika Razinger    | Slowenien   |

Datum: 22. Februar 2016
Weitere Teilnehmerinnen aus deutschsprachigen Ländern:

 Victoria Carl: 7. Platz

 Sofie Krehl: 8. Platz

 Lisa Unterweger: 12. Platz

 Nathalie Schwarz: 20. Platz

### 10 km klassisch
| Platz | Sportler           | Land        | Zeit        |
| ----- | ------------------ | ----------- | ----------- |
| 1     | Anastassija Sedowa | Russland    | 28:49,4 min |
| 2     | Victoria Carl      | Deutschland | 29:02,5 min |
| 3     | Petra Nováková     | Tschechien  | 29:06,4 min |
| 4     | Anamarija Lampič   | Slowenien   | 29:11,0 min |
| 5     | Sofia Henriksson   | Schweden    | 29:19,9 min |
| 6     | Silje Theodorsen   | Norwegen    | 29:25,6 min |
| 7     | Julia Belger       | Deutschland | 29:35,8 min |
| 8     | Jonna Sundling     | Schweden    | 29:43,2 min |
| 9     | Giulia Stürz       | Italien     | 29:46,6 min |
| 10    | Karianne Jevne     | Norwegen    | 30:06,8 min |

Datum: 23. Februar 2016
Weitere Teilnehmerinnen aus deutschsprachigen Ländern:

 Nathalie Schwarz: 12. Platz

 Laura Gimmler: 22. Platz

 Sofie Krehl: 24. Platz

 Lisa Unterweger: 35. Platz

### 10 km Freistil
| Platz | Sportler           | Land        | Zeit        |
| ----- | ------------------ | ----------- | ----------- |
| 1     | Victoria Carl      | Deutschland | 23:14,1 min |
| 2     | Lea Einfalt        | Slowenien   | 23:33,0 min |
| 3     | Anastassija Sedowa | Russland    | 23:41,2 min |
| 4     | Silje Theodorsen   | Norwegen    | 23:47,3 min |
| 5     | Petra Nováková     | Tschechien  | 23:58,6 min |
| 6     | Julia Belger       | Deutschland | 23:58,7 min |
| 7     | Natalja Neprjajewa | Russland    | 24:04,3 min |
| 8     | Sofie Krehl        | Deutschland | 24:09,3 min |
| 9     | Laura Gimmler      | Deutschland | 24:15,3 min |
| 10    | Karianne Jevne     | Norwegen    | 24:20,4 min |

Datum: 25. Februar 2016
Weitere Teilnehmerinnen aus deutschsprachigen Ländern:

 Nadine Fähndrich: 20. Platz

 Nathalie Schwarz: 24. Platz

 Lisa Unterweger: 27. Platz

## Skilanglauf Junioren

### Sprint Freistil
| Platz | Sportler               | Land        |
| ----- | ---------------------- | ----------- |
| 1     | Johannes Høsflot Klæbo | Norwegen    |
| 2     | Kim Magnus             | Südkorea    |
| 3     | Giacomo Gabrielli      | Italien     |
| 4     | Denis Spizow           | Russland    |
| 5     | Richard Leupold        | Deutschland |
| 6     | Hugo Jacobsson         | Schweden    |
| 7     | Wladislaw Wetschkanow  | Russland    |
| 8     | Marino Capelli         | Schweiz     |
| 9     | Alfred Buskqvist       | Schweden    |
| 10    | Jules Lapierre         | Frankreich  |
| 11    | Tobias Riedlsperger    | Österreich  |
| 12    | Lasse Loewstoem Aulin  | Norwegen    |

Datum: 22. Februar 2016
Weitere Teilnehmer aus deutschsprachigen Ländern:

 Jacob Vogt: 24. Platz

 Michael Föttinger: 30. Platz

 Janosch Brugger: 38. Platz

 Livio Matossi: 40. Platz

 Felix Daudert: 50. Platz

 Benjamin Moser: 53. Platz

 Gian Flurin Pfäffli: 56. Platz

 Michael Biedermann: 60. Platz

### 10 km klassisch
| Platz | Sportler                  | Land        | Zeit        |
| ----- | ------------------------- | ----------- | ----------- |
| 1     | Johannes Høsflot Klæbo    | Norwegen    | 28:57,8 min |
| 2     | Kim Magnus                | Südkorea    | 29:09,0 min |
| 3     | Lauri Lepistö             | Finnland    | 29:23,2 min |
| 4     | Beda Klee                 | Schweiz     | 29:29,1 min |
| 5     | Janosch Brugger           | Deutschland | 29:32,6 min |
| 6     | Thomas Bucher-Johannessen | Norwegen    | 29:42,2 min |
| 7     | Lauri Gummerus            | Finnland    | 29:44,6 min |
| 8     | Michal Novák              | Tschechien  | 29:52:1 min |
| 9     | Viktor Thorn              | Schweden    | 29:54,6 min |
| 10    | Kaarel Kasper Kõrge       | Estland     | 29:55,2 min |

Datum: 23. Februar 2016
Weitere Teilnehmer aus deutschsprachigen Ländern:

 Gian Flurin Pfäffli: 13. Platz

 Marino Capelli: 17. Platz

 Dajan Danuser: 20. Platz

 Felix Daudert: 24. Platz

 Vincent Waller: 29. Platz

 Richard Leupold: 41. Platz

 Michael Föttinger: 59. Platz

 Philipp Leodolter: 61. Platz

 Michael Biedermann: 66. Platz

 Benjamin Moser: 74. Platz

### 15 km Freistil
| Platz | Sportler               | Land        | Zeit        |
| ----- | ---------------------- | ----------- | ----------- |
| 1     | Iwan Jakimuschkin      | Russland    | 31:19,1 min |
| 2     | Mattis Stenshagen      | Norwegen    | 31:31,3 min |
| 3     | Denis Spizow           | Russland    | 31:48,3 min |
| 4     | Vebjørn Hegdal         | Norwegen    | 31:48,9 min |
| 5     | Kim Magnus             | Südkorea    | 31:54,0 min |
| 6     | Iwan Kirillow          | Russland    | 31:57,9 min |
| 7     | Johannes Høsflot Klæbo | Norwegen    | 31:58,0 min |
| 8     | Alexander Bolschunow   | Russland    | 31:58,3 min |
| 9     | Janosch Brugger        | Deutschland | 32:14,5 min |
| 10    | Martin Collet          | Frankreich  | 32:21,4 min |

Datum: 25. Februar 2016

Weitere Teilnehmer aus deutschsprachigen Ländern:

 Dajan Danuser: 16. Platz

 Beda Klee: 19. Platz

 Livio Matossi: 28. Platz

 Marino Capelli: 43. Platz

 Benjamin Moser: 46. Platz

 Vincent Waller: 50. Platz

 Felix Daudert: 51. Platz

 Tobias Riedlsperger: 64. Platz

 Jacob Vogt: 65. Platz

 Michael Biedermann: 66. Platz

 Philipp Leodolter: 72. Platz

### 4 × 5 km Staffel
| Platz | Sportler                                                                   | Land        | Gesamtzeit  |
| ----- | -------------------------------------------------------------------------- | ----------- | ----------- |
| 1     | Mattis Stenshagen Vebjørn Hegdal Jan Thomas Jenssen Johannes Høsflot Klæbo | Norwegen    | 43:07,5 min |
| 2     | Alexander Bolschunow Iwan Kirillow Denis Spizow Iwan Jakimuschkin          | Russland    | 43:55,2 min |
| 3     | Jules Lapierre Martin Collet Hugo Lapalus Camille Laude                    | Frankreich  | 44:25,7 min |
| 4     | Aleksi Parttimaa Lauri Gummerus Markus Vuorela Lauri Lepistö               | Finnland    | 44:35,5 min |
| 5     | Viktor Thorn Marcus Fredriksson Alfred Buskqvist Hugo Jacobsson            | Schweden    | 44:38,5 min |
| 6     | Mikael Abram Paolo Ventura Danielle Sera Giacomo Gabrielli                 | Italien     | 44:43,2 min |
| 7     | Livio Matossi Beda Klee Dajan Danuser Gian Flurin Pfäffli                  | Schweiz     | 45:06,8 min |
| 8     | Ondrej Dudek Michal Novák Petr Pilz Karel Machac                           | Tschechien  | 46:07,2 min |
| 9     | Felix Daudert Richard Leupold Vincent Waller Janosch Brugger               | Deutschland | 46:22,1 min |
| 10    | Dmitriy Shubin Olschas Klimin Iwan Ljuft Asset Dyussenov                   | Kasachstan  | 46:23,3 min |

Datum: 26. Februar 2016

## Skilanglauf Juniorinnen

### Sprint Freistil
| Platz | Sportler            | Land        |
| ----- | ------------------- | ----------- |
| 1     | Amalie Håkonsen Ous | Norwegen    |
| 2     | Lotta Udnes Weng    | Norwegen    |
| 3     | Jenny Solin         | Schweden    |
| 4     | Elina Rönnlund      | Schweden    |
| 5     | Emma Ribom          | Schweden    |
| 6     | Alina Meier         | Schweiz     |
| 7     | Katharina Hennig    | Deutschland |
| 8     | Nastassja Kirylawa  | Belarus     |
| 9     | Tiril Udnes Weng    | Norwegen    |
| 10    | Fabiana Wieser      | Schweiz     |
| 11    | Léna Quintin        | Frankreich  |
| 12    | Stefanie Arnold     | Schweiz     |

Datum: 22. Februar 2016
Weitere Teilnehmerinnen aus deutschsprachigen Ländern:

 Coletta Rydzek: 15. Platz

 Lisa Achleitner: 17. Platz

 Julia Richter: 23. Platz

 Antonia Fräbel: 27. Platz

 Lydia Hiernickel: 33. Platz

 Barbara Walchhofer: 34. Platz

 Julia Pfennich: 39. Platz

 Jasmin Berchtold: 41. Platz

### 5 km klassisch
| Platz | Sportler              | Land        | Zeit        |
| ----- | --------------------- | ----------- | ----------- |
| 1     | Marte Mæhlum Johansen | Norwegen    | 15:34,0 min |
| 2     | Lotta Udnes Weng      | Norwegen    | 15:39,3 min |
| 3     | Antonia Fräbel        | Deutschland | 15:44,7 min |
| 4     | Johanna Matintalo     | Finnland    | 15:48,2 min |
| 5     | Tiril Udnes Weng      | Norwegen    | 15:51,0 min |
| 6     | Ebba Andersson        | Schweden    | 15:55,0 min |
| 7     | Olga Kutscheruk       | Russland    | 16:05,3 min |
| 8     | Jana Kirpitschenko    | Russland    | 16:05,6 min |
| 9     | Lidija Durkina        | Russland    | 16:08,2 min |
| 10    | Anna Comarella        | Italien     | 16:16,7 min |

Datum: 23. Februar 2016
Weitere Teilnehmerinnen aus deutschsprachigen Ländern:

 Katharina Hennig: 11. Platz

 Lydia Hiernickel: 12. Platz

 Katharine Sauerbrey: 14. Platz

 Alina Meier: 17. Platz

 Julia Richter: 22. Platz

 Jasmin Berchtold: 27. Platz

 Stefanie Arnold: 30. Platz

 Lisa Achleitner: 34. Platz

 Barbara Walchhofer: 36. Platz

 Julia Pfennich: 45. Platz

### 10 km Freistil
| Platz | Sportler              | Land        | Zeit        |
| ----- | --------------------- | ----------- | ----------- |
| 1     | Ebba Andersson        | Schweden    | 23:29,8 min |
| 2     | Katharina Hennig      | Deutschland | 23:58,8 min |
| 3     | Tiril Udnes Weng      | Norwegen    | 24:02,0 min |
| 4     | Anna Comarella        | Italien     | 24:22,7 min |
| 5     | Katherine Sauerbrey   | Deutschland | 24:23,8 min |
| 6     | Marte Mæhlum Johansen | Norwegen    | 24:24,9 min |
| 7     | Emma Ribom            | Schweden    | 24:28,5 min |
| 8     | Lotta Udnes Weng      | Norwegen    | 24:33,1 min |
| 9     | Antonia Fräbel        | Deutschland | 24:34,4 min |
| 10    | Anja Mandeljc         | Slowenien   | 24:37,3 min |

Datum: 25. Februar 2016
Weitere Teilnehmerinnen aus deutschsprachigen Ländern:

 Lydia Hiernickel: 14. Platz

 Alina Meier: 18. Platz

 Barbara Walchhofer: 34. Platz

 Fabiana Wieser: 39. Platz

 Julia Pfennich: 41. Platz

 Lisa Achleitner: 43. Platz

 Jasmin Berchtold: 52. Platz

### 4 × 2,5 km Staffel
| Platz | Sportler                                                                    | Land               | Gesamtzeit  |
| ----- | --------------------------------------------------------------------------- | ------------------ | ----------- |
| 1     | Emma Ribom Elina Rönnlund Ebba Andersson Jenny Solin                        | Schweden           | 22:30,7 min |
| 2     | Amalie Håkonsen Ous Marte Mæhlum Johansen Tiril Udnes Weng Lotta Udnes Weng | Norwegen           | 22:31,3 min |
| 3     | Polina Nekrassowa Alexandra Golubizkaja Jana Kirpitschenko Olga Kutscheruk  | Russland           | 22:40,9 min |
| 4     | Julia Richter Katharina Hennig Katherine Sauerbrey Antonia Fräbel           | Deutschland        | 22:45,4 min |
| 5     | Alina Meier Lydia Hiernickel Stefanie Arnold Fabiana Wieser                 | Schweiz            | 22:52,7 min |
| 6     | Delphine Claudel Laura Chamiot Maitral Juliette Ducordeau Léna Quintin      | Frankreich         | 22:52,9 min |
| 7     | Martina Bellini Monica Tomasini Anna Comarella Ilenia Defrancesco           | Italien            | 23:07,2 min |
| 8     | Julia Kern Katharine Ogden Vivian Hett Sarah Bezdicek                       | Vereinigte Staaten | 23:38,0 min |
| 9     | Anni Alakoski Johanna Matintalo Eveliina Piippo Vilma Nissinen              | Finnland           | 23:42,2 min |
| 10    | Lisa Achleitner Barbara Walchhofer Julia Pfennich Jasmin Berchtold          | Österreich         | 24:06,3 min |

Datum: 26. Februar 2016

## Nordische Kombination Junioren

### Gundersen (Normalschanze HS 100/10 km)
| Platz | Sportler              | Land        | Weite  | Punkte | Rückstand | Gesamtzeit  |
| ----- | --------------------- | ----------- | ------ | ------ | --------- | ----------- |
| 1     | Bernhard Flaschberger | Österreich  | 90,5 m | 104,7  | +0:50 min | 28:02,1 min |
| 2     | Vinzenz Geiger        | Deutschland | 92,0 m | 111,7  | +0:22 min | 29:01,7 min |
| 3     | Terence Weber         | Deutschland | 95,0 m | 115,8  | +0:05 min | 29:10,6 min |
| 4     | Eero Hirvonen         | Finnland    | 92,0 m | 106,0  | +0:50 min | 29:10,9 min |
| 5     | Noa Ian Mraz          | Österreich  | 82,5 m | 86,7   | +2:02 min | 30:39,4 min |
| 6     | Martin Hahn           | Deutschland | 87,5 m | 94,5   | +1:30 min | 31:04,1 min |
| 7     | Kristjan Ilves        | Estland     | 94,0 m | 117,1  |           | 31:08,7 min |
| 8     | Ryōta Yamamoto        | Japan       | 89,0 m | 100,5  | +1:06 min | 31:10,5 min |
| 9     | Samuel Mraz           | Österreich  | 86,5 m | 91,9   | +1:41 min | 31:32,3 min |
| 10    | Leif Torbjørn Næsvold | Norwegen    | 82,5 m | 87,3   | +1:59 min | 31:49,6 min |

Datum: 23. Februar 2016

### Gundersen (Normalschanze HS 100/5 km)
| Platz | Sportler              | Land        | Weite | Punkte | Rückstand | Gesamtzeit  |
| ----- | --------------------- | ----------- | ----- | ------ | --------- | ----------- |
| 1     | Tomáš Portyk          | Tschechien  |       | 115,1  | +0:01 min | 11:01,5 min |
| 2     | Terence Weber         | Deutschland |       | 112,4  | +0:12 min | 11:06,6 min |
| 3     | Kristjan Ilves        | Estland     |       | 115,3  |           | 11:06,9 min |
| 4     | Lukáš Daněk           | Tschechien  |       | 100,8  | +0:58 min | 11:49,9 min |
| 5     | Hidefumi Denda        | Japan       |       | 110,3  | +0:20 min | 11:50,9 min |
| 6     | Bernhard Flaschberger | Österreich  |       | 93,6   | +1:27 min | 11:55,4 min |
| 7     | Vinzenz Geiger        | Deutschland |       | 95,0   | +1:21 min | 11:59,1 min |
| 8     | Philipp Beikircher    | Österreich  |       | 98,8   | +1:06 min | 12:02,2 min |
| 9     | Aaron Kostner         | Italien     |       | 95,7   | +1:18 min | 12:06,2 min |
| 10    | Ondřej Pažout         | Tschechien  |       | 100,7  | +0:58 min | 12:08,9 min |

Datum: 25. Februar 2016

### Mannschaft (Normalschanze HS 100/4 × 5 km)
| Platz | Sportler                                                                              | Land               | Punkte | Gesamtzeit  |
| ----- | ------------------------------------------------------------------------------------- | ------------------ | ------ | ----------- |
| 1     | Florian Dagn Noa Ian Mraz Samuel Mraz Bernhard Flaschberger                           | Österreich         | 391,9  | 57:31,8 min |
| 2     | Martin Hahn Tim Kopp Terence Weber Vinzenz Geiger                                     | Deutschland        | 382,2  | 58:58,1 min |
| 3     | Wille Karhumaa Atte Korhonen Mikko Hulkko Eero Hirvonen                               | Finnland           | 357,3  | 1:00:16,3 h |
| 4     | Ondřej Pažout Lukáš Daněk Tomáš Portyk David Zemek                                    | Tschechien         | 411,6  | 1:00:47,3 h |
| 5     | Lars Ivar Skårset Petter Loeset Skodjereite Leif Torbjørn Næsvold Einar Lurås Oftebro | Norwegen           | 349,9  | 1:01:30,4 h |
| 6     | Jasper Good Jared Shumate Stephen Schumann Ben Loomis                                 | Vereinigte Staaten | 341,8  | 1:03:05,3 h |

Datum: 26. Februar 2016

## Skispringen Junioren

### Normalschanze
| Platz | Sportler           | Land        | Weite 1 | Weite 2 | Punkte |
| ----- | ------------------ | ----------- | ------- | ------- | ------ |
| 1     | David Siegel       | Deutschland | 95,0 m  | 96,5 m  | 249,0  |
| 2     | Domen Prevc        | Slowenien   | 95,0 m  | 95,5 m  | 245,0  |
| 3     | Ryōyū Kobayashi    | Japan       | 96,5 m  | 94,0 m  | 244,8  |
| 4     | Viktor Polášek     | Tschechien  | 96,5 m  | 94,5 m  | 240,7  |
| 5     | Janni Reisenauer   | Österreich  | 90,5 m  | 92,5 m  | 230,6  |
| 6     | Tim Fuchs          | Deutschland | 94,0 m  | 90,5 m  | 226,4  |
| 7     | Tomáš Vančura      | Tschechien  | 88,5 m  | 92,0 m  | 226,1  |
| 8     | Tobias Birchler    | Schweiz     | 91,0 m  | 90,0 m  | 222,9  |
| 9     | Maximilian Steiner | Österreich  | 88,0 m  | 90,0 m  | 222,8  |
| 10    | Bor Pavlovčič      | Slowenien   | 92,5 m  | 88,5 m  | 222,2  |

Datum: 23. Februar 2016

### Mannschaftsspringen Normalschanze
| Platz | Sportler                                                         | Land        | Weite 1                     | Weite 2                     | Punkte |
| ----- | ---------------------------------------------------------------- | ----------- | --------------------------- | --------------------------- | ------ |
| 1     | Jonathan Siegel Adrian Sell Tim Fuchs David Siegel               | Deutschland | 94,0 m 89,0 m 89,5 m 97,0 m | 97,0 m 89,0 m 85,5 m 89,5 m | 866,7  |
| 2     | Marius Lindvik Are Sumstad Robin Pedersen Halvor Egner Granerud  | Norwegen    | 87,0 m 89,0 m 89,5 m 99,5 m | 90,5 m 83,0 m 82,5 m 92,0 m | 838,4  |
| 3     | Masamitsu Itō Yūken Iwasa Naoki Nakamura Ryōyū Kobayashi         | Japan       | 93,5 m 86,0 m 85,5 m 94,5 m | 89,5 m 88,0 m 81,0 m 92,0 m | 820,9  |
| 4     | Maximilian Steiner Simon Greiderer Thomas Hofer Janni Reisenauer | Österreich  | 90,5 m 83,5 m 87,5 m        | 95,0 m 83,5 m 87,5 m 88,5 m | 808,8  |
| 5     | Anže Lanišek Tilen Bartol Bor Pavlovčič Domen Prevc              | Slowenien   | 81,5 m 84,0 m 87,0 m 92,5 m | 92,0 m 85,5 m 91,0 m 88,5 m | 808,0  |
| 6     | Viktor Polášek František Holík Jan Michálek Tomáš Vančura        | Tschechien  | 90,5 m 85,0 m 87,0 m 92,5 m | 94,0 m 75,5 m 79,5 m 90,5 m | 789,6  |

Datum: 24. Februar 2016

## Skispringen Juniorinnen

### Normalschanze
| Platz | Sportler            | Land        | Weite 1 | Weite 2 | Punkte |
| ----- | ------------------- | ----------- | ------- | ------- | ------ |
| 1     | Chiara Hölzl        | Österreich  | 90,5 m  | 88,5 m  | 209,0  |
| 2     | Katharina Althaus   | Deutschland | 87,0 m  | 89,5 m  | 197,4  |
| 3     | Sofja Tichonowa     | Russland    | 87,0 m  | 87,0 m  | 184,9  |
| 4     | Daniela Haralambie  | Rumänien    | 88,0 m  | 86,0 m  | 184,3  |
| 5     | Yūka Setō           | Japan       | 83,5 m  | 89,0 m  | 184,0  |
| 6     | Ema Klinec          | Slowenien   | 85,5 m  | 80,5 m  | 180,7  |
| 7     | Nika Križnar        | Slowenien   | 83,0 m  | 83,5 m  | 180,4  |
| 8     | Claudia Purker      | Österreich  | 81,5 m  | 84,0 m  | 177,0  |
| 9     | Elisabeth Raudaschl | Österreich  | 77,0 m  | 84,0 m  | 173,1  |
| 10    | Xenija Kablukowa    | Russland    | 82,5 m  | 83,5 m  | 172,5  |

Datum: 23. Februar 2016

## Mixed-Teamspringen Normalschanze
| Platz | Sportler                                                           | Land        | Weite 1                     | Weite 2                     | Punkte |
| ----- | ------------------------------------------------------------------ | ----------- | --------------------------- | --------------------------- | ------ |
| 1     | Nika Križnar Bor Pavlovčič Ema Klinec Domen Prevc                  | Slowenien   | 84,5 m 90,0 m 95,0 m 91,0 m | 93,0 m 92,5 m 95,0 m        | 882,8  |
| 2     | Claudia Purker Maximilian Steiner Chiara Hölzl Janni Reisenauer    | Österreich  | 88,5 m 91,5 m 94,5 m 94,0 m | 80,0 m 93,5 m 90,0 m 99,0 m | 869,8  |
| 3     | Katharina Althaus Tim Fuchs Anna Rupprecht David Siegel            | Deutschland | 92,0 m 88,0 m 86,0 m 96,0 m | 90,0 m 87,5 m 105,5 m       | 865,7  |
| 4     | Anna Odine Strøm Halvor Egner Granerud Silje Opseth Marius Lindvik | Norwegen    | 83,5 m 86,5 m 86,0 m 89,5 m | 87,0 m 99,5 m 85,5 m 93,0 m | 828,2  |
| 5     | Zdeňka Pešatová Viktor Polášek Barbora Blažková Tomáš Vančura      | Tschechien  | 85,0 m 92,5 m 86,5 m 91,5 m | 84,5 m 95,5 m 83,0 m 96,0 m | 808,8  |
| 6     | Minami Watanabe Masamitsu Itō Yūka Setō Ryōyū Kobayashi            | Japan       | 74,5 m 89,0 m 90,0 m 97,5 m | 76,0 m 90,5 m 84,5 m 95,5 m | 798,3  |

Datum: 24. Februar 2016